# Mario Mirković
Mario Mirković (Zagabria, 17 dicembre 1969) è un attore croato.

## Filmografia
- S.P.U.K. (1983)
- Tajna starog tavana (1984)
- The War Boy (1985)
- Il generale (1987) Sceneggiato TV (non accreditato)
- Il mio papà è il Papa (The Pope Must Die) (1991)
- Nausikaja (1995)
- Smogovci (1982-1996) Serie TV
- Nasa mala klinika, nell'episodio "Novi portir" (2005)
- Luda kuca, nell'episodio "Maslina je neobrana" (2007)
- Nasi sretni trenuci (2007) Cortometraggio
- Zakon!, nell'episodio "Nestao je Zac (2009)
- Bitange i princeze, negli episodi "Impotencija, inspekcija, nutrija" (2007) e "Povratak Gumzejevih" (2010)
- Stipe u gostima, nell'episodio "Marketing" (2011)